# Batisto Bonnet

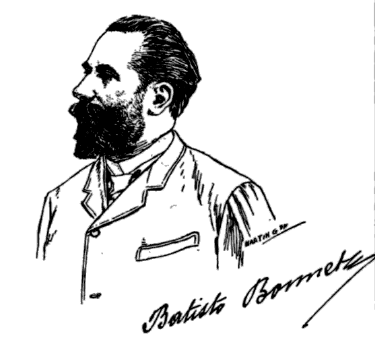
Batisto Bonnet

Batisto Bonnet (* 22. Februar 1844 in Bellegarde (Gard); † 8. April 1925 in Nîmes) war ein französischer Schriftsteller okzitanischer Sprache.

## Leben und Werk
Baptiste Bonnet wurde 1844 als armer Bauernsohn zwischen Nîmes und Arles geboren und wuchs ohne Schulbildung auf. Erst während seines fünfjährigen Militärdienstes in der Sahelzone erwarb er Allgemeinbildung. Über den Deutsch-Französischen Krieg kam er nach Paris und lebte dort verheiratet als Vertreter bis 1906. Durch Vermittlung von Antoine Duc-Quercy (1856–1934) knüpfte er Beziehungen zum Pariser Félibrige und begann, in provenzalischer Sprache seine Kindheitserinnerungen niederzuschreiben. Erste Versuche wurden in der Zeitschrift Lou Viro-Soulèu publiziert, so dass Alphonse Daudet auf ihn aufmerksam wurde und den fertigen Text mit Han Ryner ins Französische übersetzte. Das 1894 erschienene zweisprachige Buch Vie d'enfant ("Kinderleben") wurde zum Triumph. Bonnet wurde 1897 zum Majoral (Akademiemitglied, Sitz:  Cigalo de Durènço) des Félibrige gewählt, schlug aber die Ernennung aus und kehrte nach einem weiteren Buch in seine Heimat zurück. Dort veröffentlichte er noch seine Erinnerungen an Daudet und starb 1925 im Alter von 81 Jahren. Jean Rouquette nannte sein literarisches Werk „admirable“ (bewundernswert).
In Nîmes und Marseille sind Straßen nach ihm benannt. In Bellegarde trägt eine Grundschule seinen Namen.

## Werke (Auswahl)
- Vido d’Enfant. Vie d'enfant. Hrsg. und Übersetzer Alphonse Daudet und Han Ryner. Dentu, Paris 1895. (Un paysan du midi 1)
  - Slatkine, Genf 1981. (Vorwort von Michel Ragon)
- Lou Varlet de mas. Le valet de ferme. Dentu, Paris 1898. (übersetzt von Alphonse Daudet, Vorwort von Léon Daudet) Éditions méridionales, Nîmes 1935. M. Petit, Raphèle-lès-Arles 1986. (Un paysan du midi 2)
- Lou baile Anfos Daudet. Souveni. Le "Baïle" Alphonse Daudet. Souvenirs. Dentu, Paris 1912. CPM, Raphaèle-lès-Arles 1992. "Prouvènço d'aro", Marseille 1994. (Un paysan du midi 3)
- Lou Carpan! Dramo de famiho pacanao. Lou saquet dóu gnarro. Gleno. La fiero de Bello-Gardo emé d'autri raconte e frapacioun. CIEL d'oc, Berre-L'Étang 2001.
- Li rèst de cebo de Bello-Gardo. Edicioun dóu Ciel d'Oc, Marseille 2018. (gesammelte Artikel)